# Marianne Williams
Marianne Williams, född 1793, död 1879, var en nyzeeländsk missionär. Hon anlände till Nya Zeeland med sin make år 1823 och blev därmed den kanske första europeiska kvinnan där, tillsammans med sin svägerska Jane Williams. Hon är också den första kvinna som beskrivit interaktionen mellan kolonister och maorierna. 